# Alan & Aladim
Alan & Aladim (também conhecida atualmente como Alan & Alladin) é uma dupla sertaneja brasileira formada em 1976, que atualmente conta com um novo cantor no lugar de Aladim.
Os membros da formação original eram Edmilson Fernandes Machado (Ribeirão Preto, 28 de abril de 1962), o Alan, e José Nascimento Cardoso (Visconde do Rio Branco, 25 de dezembro de 1956 – Mogi das Cruzes, 1 de outubro de 1992), o Aladim.
José, conhecido como Aladim, morreu em Mogi das Cruzes, em 1 de outubro de 1992. À época, se queixava de dores no dente, o que o fez consultar o dentista. O cantor apresentou uma reação alérgica ao medicamento, ocasionando nele uma parada cardíaca que o levou à morte.

## Carreira

### 1976–92: Com José Nascimento Cardoso como Aladim
Edmilson e José formaram a dupla no ano de 1976, onde, durante um concurso musical, Aladim deu nota zero a Alan. Edmilson Fernandes, antes da carreira artística, foi torneiro mecânico. Aladim teve outras duplas com outros parceiros antes de formar a dupla Alan e Aladim e tocou durante quatro anos com João Mineiro & Marciano. Alan & Aladim gravaram o seu primeiro LP no ano de 1981, pela gravadora CBS/Sony Music com ajuda de Marciano (da dupla João Mineiro & Marciano). Na época a CBS estava investindo na área sertaneja, contudo fecharam seu departamento sertanejo e eles ficaram sem gravadora.
Mais uma vez Marciano os apoiou, levando a dupla para a Copacabana onde permaneceram até o último LP. Em seu 1º LP pela nova gravadora fizeram sucesso com a música "Parabéns Amor", mesmo assim ficaram quase três anos sem gravar. Gravam mais três álbuns, sendo um no ano de 1987 que vendeu quase um milhão de cópias e os consagrou em todo Brasil. O álbum de 1987 inclui a faixa "Liguei pra Dizer Que Te Amo", o maior sucesso da dupla. Um segundo no ano de 1989 que vendeu mais de 500 mil repetindo o sucesso do disco anterior. Ainda em 1989, entraram na lista feita pela revista Trip chamada "os ídolos dos caminhoneiros". Em 1991 lançaram o último álbum com a formação original. Este último teve como sucesso a canção "Remédio ou Veneno".

### 1992:  Morte de Aladim e fim da primeira formação
Em 1992, na ida entre Rio Grande do Sul e Goiás, Aladim, dizendo ter dores dentárias, começou a ser medicado com Voltaren por uma semana pelo baixista da banda da dupla, e os incômodos persistiam. Conforme Alan, no hotel em Cristalina, onde fizeram sua última apresentação, Aladim provavelmente tinha febre, já que dizia sentir frio num dia chuvoso, porém de calor. O músico foi, de carro, até São Paulo e se recusou a voltar para sua casa. Ele consultou o gerente do hotel e pediu ajuda. Logo após, pediu para ir a Mogi das Cruzes, onde já tinha um médico marcado. Lá, José Nascimento Cardoso descobriu uma infecção generalizada irreversível. Alan conta que seu parceiro tinha dificuldades para engolir e mastigar. Edmilson Fernandes relata, ainda, que o músico teve uma reação alérgica a um medicamento usado na cirurgia dentária, o que resultou em uma parada cardíaca em 1 de outubro do mesmo ano. Edmilson só descobriu a morte de José através do rádio.

### 1996–presente: Reinício da dupla e novas formações
Em 1996, formou novamente a dupla, onde a gravadora Copacabana fez uma seleção para encontrar um substituto que assumisse o nome artístico de Aladim, e o parceiro escolhido desta vez foi com Patrick (Zailton de Oliveira Dias), um cantor de músicas italianas nas noites de São Paulo, adotando Alan e Alladin (com l's dobrados e N' no final). Patrick já havia lançado um disco em 1983. Mais tarde, Zailton deixou a dupla e criou uma parceria, chamada DJ Maluco e Aladim, entretanto se reuniu com Edmilson novamente, em 2012. Durante esse tempo, os cantores que assumiram como Aladim foram Wesimar Assis Carvalho e Arnaldo dos Reis, sendo o último, irmão da dupla Gian & Giovani.

## Integrantes (formação original)

### Alan
Edmilson Fernandes Machado (Ribeirão Preto, 28 de abril de 1962) é um cantor brasileiro.
Alan nasceu em Ribeirão Preto, e foi criado em uma fazenda de São Paulo. Durante a juventude, conheceu as canções da dupla Milionário & José Rico, e formou duplas com amigos.

### Aladim
José Nascimento Cardoso (Visconde do Rio Branco, 25 de dezembro de 1956 – Mogi das Cruzes, 1 de outubro de 1992) foi um cantor brasileiro. Filho de Antônio Cardoso, Aladim nasceu em Visconde do Rio Branco, Minas Gerais. O cantor, assim como Alan, formou diversas duplas durante a juventude, além de também trabalhar como eletricista residencial.
O cantor faleceu em 1 de outubro de 1992, vítima de uma parada cardíaca.

### Encontro dos dois
Edmilson Fernandes conheceu José Nascimento Cardoso, que viria a ser conhecido como Aladim, na casa de um amigo, e os dois foram a um festival, no qual José era jurado, e deu zero para a dupla de Edmilson na época.

## Discografia

### Álbuns de estúdio
- Alan e Aladim (1981)
- Sem Amor e Sem Filhos (1982)
- A Distância (1984)
- Alan e Aladim (1987)
- Alan e Aladim (1989)
- Alan & Aladim (1991)
- Allan & Alladin (1997)
- Sol e Lua (1999)
- Alan & Aladin (2004)
- Vol. 12 (2006)
- Alan & Aladim  Vol 13 (2010)
- Meu Mel (2013)

### Álbuns ao vivo
- Vol. 14 25 Anos de Sucesso (2013)
- A Mesma História – Ao Vivo (2014)

### Coletâneas
- Raízes Sertanejas (1998)
- Bis Sertanejo - 2 CDs
- Alma Sertaneja (2002)